# نهر موجو
نهر موجو هو نهر يقع في غرب رواندا وهو أحد روافد نهر نيابارونجو.

## المسار
ينبع نهر موجو في غابات جنوب رواندا متجهًا إلى شرق تفريعة نيل في الكونغو، وله مصادره في منطقة كيتابي من مقاطعة نياماجابي، ويسري النهر في اتجاه الشرق مارًا بمقاطعتي نياروسيزا ومقاطعة هيوي، ويسري النهر في اتجاه الشمال خلال الأجزاء الغربية من تلك المقاطعة عابرًا بمقاطعة نيانزا، والتي فيها يتجه مجري النهر في اتجاه الشمال حيث يلتقي معه نهر موهيبي من اليسار، وبعد تلك النقطة يختلط النهر مع نهر روكارارا من اليسار، ويكونوا الحدود الغربية لمقاطعة روهانجو حتي يلتقي النهر ويجتمع من ناحية اليسار مع نهر بيليروميه في جنوب بواكيرا، ويُسمي النهر النهائي الناتج عن هذا بنهر نيابارونجو والذي يستمر سريانه في اتجاه الشمال.

## الهيدرولوجيا
نهر موجو هو أحد المصادر الرئيسية للمياه لنهر نيارونجو، القياسات للأمطار ومقدار التبخر في محطة نياباسيندو تُظهر أن نهر موجو يُنتج ما يعادل متوسطه 252 ملليمتر سنويًا، وفي بعض أجزاء وادي النهر تآكلت بعض التلال الموجودة بسبب عوامل التعرية والنحت ومشاكلهما.
تُبذل الجهود لإعادة استصلاح الأشجار وإعادة زرعها، ويُعتبر نهري موجو وروكارارا أحد المصادر الرئيسية للمياه لمدينة نيانزا.